# دهستان سرکور
دهستان سرکور نام دهستانی در بخش مرکزی شهرستان سرباز، استان سیستان و بلوچستان در ایران است. براساس سرشماری مرکز آمار ایران در سال ۱۳۹۵، جمعیت آن ۱۷۰۵۶ نفر (۴۱۴۵ خانوار) بوده‌است.